# 23667 Savinakim
23667 Savinakim este un asteroid din centura principală de asteroizi.

## Descriere
23667 Savinakim este un asteroid din centura principală de asteroizi. A fost descoperit pe 31 martie 1997 la Socorro, New Mexico, în cadrul proiectului LINEAR. Asteroidul prezintă o orbită caracterizată de o semiaxă mare de 2,54 ua, o excentricitate de 0,15 și o înclinație de 12,4° în raport cu ecliptica.